# طواف الخليج
طواف الخليج سباق دراجات تقيمه دول مجلس التعاون الخليجي. 

## الدورات
- أقيمت الدورة السادسة سنة 2013م انطلاقا من البحرين[1] وانتهاء في مدينة العين.[2]